# 尖吻腔吻鱈
尖吻腔吻鱈，為輻鰭魚綱鱈形目鼠尾鱈科的其中一種。分布於中西太平洋菲律賓及澳洲海域，屬深海底棲性魚類，棲息深度291-320公尺，體長可達22.3公分，棲息在大陸坡，生活習性不明。